# Золотой рис

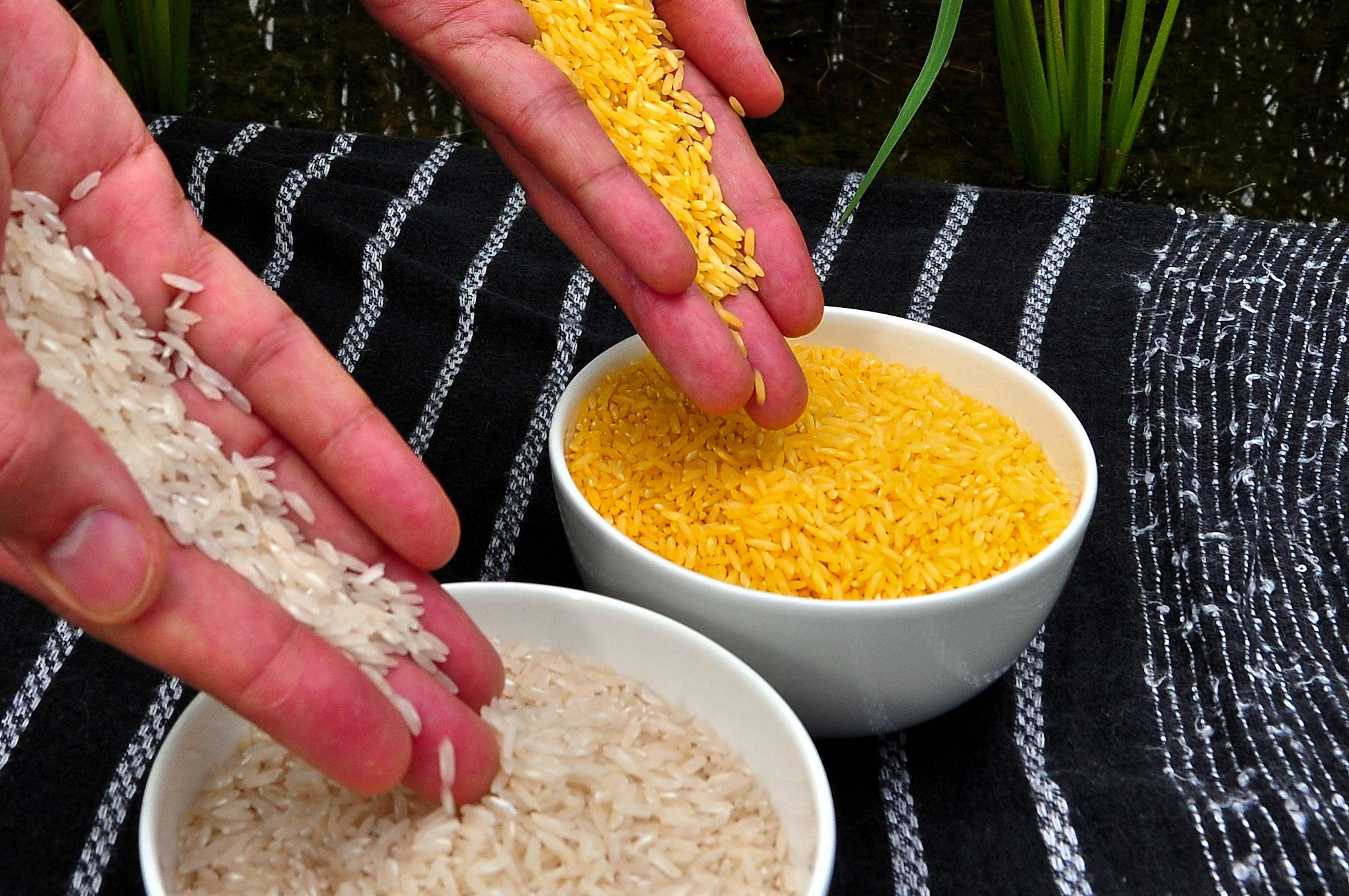
Золотой и обыкновенный рис

«Золото́й рис» (англ. Golden rice) — проект генетической модификации риса посевного (Oryza sativa), благодаря которой в его зёрнах содержится бета-каротин. Зёрна такого риса имеют золотисто-жёлтый цвет. Это первая сельскохозяйственная культура, целенаправленно генетически модифицированная для улучшения пищевой ценности. Предполагается, что «золотой рис» при массовом выращивании может значительно улучшить качество питания во многих странах третьего мира, где сейчас наблюдается дефицит витамина A, и снизить частоту вызываемых этим дефицитом заболеваний, прежде всего ксерофтальмии.
По состоянию на сентябрь 2023 года «золотой рис» нигде не допущен к практической культивации; особенно острая борьба вокруг его допуска на поля происходит на Филиппинах.
Генетически модифицированный «золотой рис» не следует путать с пропаренными перед шлифовкой зёрнами риса обычных сортов, которые до варки имеют желтоватый цвет и также иногда называются «золотым» или «золотистым» рисом.

## Разработка и свойства

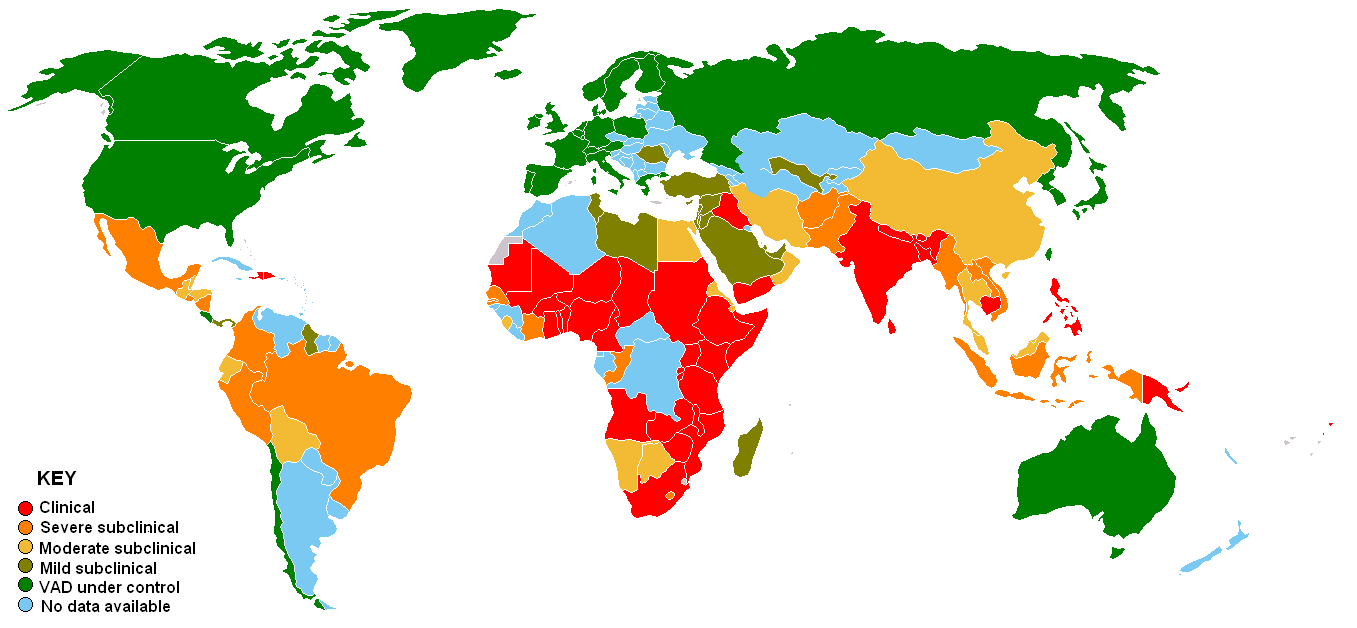
Распространение гиповитаминоза A в мире. Красным показаны наиболее страдающие страны, зелёным — наименее страдающие. Голубой цвет означает отсутствие данных

Целью разработки «золотого риса» является борьба с дефицитом витамина A, распространённым во многих развивающихся странах, особенно в Африке, Южной и Юго-Восточной Азии. По оценкам ВОЗ, в 2005 году гиповитаминозом A страдали около 190 млн детей и 19 млн беременных женщин в 122 странах. Это приводит каждый год к 1—2 млн смертей, 500 тыс. случаев необратимой слепоты и миллионам случаев ксерофтальмии. С 1990-х годов под эгидой ЮНИСЕФ реализуется международная программа прямого снабжения витамином A детей, беременных и кормящих матерей, которая позволила значительно сократить заболеваемость и смертность, связанные с дефицитом витамина A. С 1991 по 2013 год средняя частота дефицита в странах с низким и средним уровнем доходов снизилась с 39 % до 29 %. В то же время рис является ключевым источником питания в наиболее страдающих от дефицита странах, поэтому модификация риса выглядит более простым и менее затратным (в долгосрочной перспективе) решением, чем выдача витамина потребителям в виде пищевых добавок или введение в сельское хозяйство этих стран тех культур (например, моркови, шпината и манго), которые являются традиционными источниками каротиноидов.

Схема пути синтеза каротиноидов из геранилгеранила

В организме человека витамин A (ретинол) производится из бета-каротина, который обычно поступает с растительной пищей. Ретинол, как и некоторые другие витамины, — жирорастворимое соединение, поэтому для его усвоения требуются жиры.
При создании «золотого риса» стояла задача добиться синтеза бета-каротина во внутренней части семени — эндосперме, который остаётся после шлифовки. (В обычном рисе бета-каротин используется в процессах фотосинтеза, поэтому синтезируется в листьях.) Впервые идея такой модификации была предложена ещё в 1984 году. Для получения требуемого свойства использовались два гена: ген psy из нарцисса Narcissus pseudonarcissus, кодирующий фермент фитоенсинтазу, и ген crt1, взятый у почвенной бактерии Erwinia uredovora, продуктом экспрессии которого является фитоендесатураза. Эти гены были помещены под управление промотора, специфического для эндосперма, так что они экспрессируются только в эндосперме.
Синтез начинается с превращения геранилгеранила дифосфата в фитоен с участием фитоенсинтазы. Затем фитоендесатураза превращает фитоен в ликопин, причём, в отличие от аналогичных растительных ферментов, катализирует сразу несколько стадий этого превращения. На последнем этапе ликопинциклаза превращает ликопин в каротин.
Разработку модификации начали в 1992 году Инго Потрикус из Швейцарской высшей технической школы и Петер Байер из Фрайбургского университета. Первое научное описание её результата появилось в журнале Science в 2000. Первый вариант «золотого риса» вырабатывал в условиях теплицы до 1,6 мкг/г каротиноидов, а полевые испытания, проведённые в 2004 году в США, показали от 4 до 8 мкг/г. Тем не менее этого было недостаточно для практического использования риса как источника витамина A, поэтому первый вариант считается лишь «подтверждением идеи».
К 2005 году совместно со швейцарской биотехнологической компанией Syngenta ими была создана улучшенная разновидность, названная Golden Rice 2, в которой был использован ген фитоенсинтазы Zmpsy1 из кукурузы. Второе поколение золотого риса при выращивании в лабораторных условиях оказалось способно вырабатывать до 37 мкг/г каротиноидов, в том числе до 31 мкг/г бета-каротина. Это значит, что для удовлетворения 60 % суточной потребности было бы достаточно 100—150 г варёных зёрен.

## Внедрение и критика
Для первоначальной разработки модификации использовался американский сорт Kaybonnet, приспособленный для сравнительно умеренного климата. Достижение целей проекта, однако, требовало переноса её на сорта, используемые в странах Южной и Юго-Восточной Азии и соответствующие тропическому климату. На этом этапе основным разработчиком стал расположенный на Филиппинах Международный институт риса (IRRI). Для переноса использовался метод маркер-ассоциированного возвратного скрещивания (MABC) — особая стратегия скрещивания и отбора, при которой добиваются внедрения (интрогрессии) отдельных генов сорта-донора в целевой сорт. Из шести полученных в Syngenta линий, отличающихся сайтом вставки целевых генов, для полевых испытаний сначала была взята GR2R, особенно хорошо показавшая себя в лабораторных условиях. Однако в дальнейшем выяснилось, что в ней вставка целевой генетической последовательности нарушила работу гена OsAux1, кодирующего белок — транспортёр ауксинов, и привела к ухудшению роста и развития растений. В результате наиболее перспективной была признана линия GR2E, содержащая единственную копию вставленной генетической последовательности. В качестве целевых использовались сорта Rc82, один из самых популярных на Филиппинах в начале 2000-х гг., и IR64, известный с 1985 года и успевший хорошо себя зарекомендовать, а также бангладешский BR29. Полученные в 2015—2016 гг. линии показали практически неотличимые от исходных сортов агрономические качества, однако содержание каротиноидов в большинстве из них составляло лишь от 5 до 12 мкг/г. По оценкам разработчиков, сделанным на основе статистики потребления риса в Бангладеш и Филиппинах, замена всего риса в диете детей на «золотой» сможет обеспечить от 40 % до 80 % рекомендуемой суточной нормы бета-каротина.
Права на модификацию после разработки SGR2 отошли к Syngenta, однако гуманитарный совет проекта Golden Rice сохранил право сублицензирования исследовательских организаций в развивающихся странах. Эта безвозмездная лицензия включает патенты, принадлежащие разным биотехнологическим компаниям, и освобождает от лицензионных отчислений фермеров с доходом менее 10 тыс. долларов США в год, а также разрешает использовать выращенный урожай для посева, но запрещает отправлять его на экспорт.
Противники внедрения золотого риса (в том числе организация Greenpeace) высказывали сомнения в его безопасности, а также в эффективности его использования. В частности, предполагалось, что каротин может теряться при термической обработке; кроме того, критики обращали внимание на необходимость потребления цинка и достаточного количества жиров для синтеза витамина A. Для ответа на подобные вопросы проводились соответствующие исследования. Так, в 2006 году Университет Небраски показал отсутствие аллергических реакций на белки — продукты вставленных генов. В 2008 году эксперимент на добровольцах показал, что каротин «золотого риса» эффективно перерабатывается в витамин A организмом человека и не теряется при варке. Ещё одно исследование, опубликованное в 2012 году, подтвердило, что бета-каротин из золотого риса усваивается с той же эффективностью, что и чистый бета-каротин, растворённый в масле, и с большей эффективностью, чем каротин из шпината.
Значимой проблемой, как и для некоторых других сельскохозяйственных культур, является снижение содержания каротиноидов при хранении: показано, что за первые несколько недель оно падает в несколько раз, а затем стабилизируется. Проводились эксперименты по снижению темпов деградации каротиноидов в собранном зерне за счёт подавления фермента липоксигеназы.
Противниками высказываются и универсальные опасения насчёт ГМО, такие как возможность переопыления с обычными сортами и неизвестные отдалённые последствия. Большие трудности вызывают негативные коннотации самого понятия ГМО, распространившиеся в обществе с 1990-х гг.: по сообщениям участников проекта, фермеры и диетологи резко меняли интерес к «золотому рису» на отторжение, услышав этот термин. Другие авторы отмечают, что новый тип риса должен ещё выдержать коммерческую конкуренцию с обычными сортами среди фермеров, которые сами могут и не страдать от дефицита витамина A, а между тем склонны часто менять выращиваемые сорта риса.
Кроме технических и законодательных трудностей, внедрение «золотого риса» сталкивается и с открытым противодействием. Так, в августе 2013 года группа филиппинских радикальных активистов разорила одно из экспериментальных полей. Против «золотого риса» продолжает активно выступать Greenpeace: в организации считают, что его создателям нужна «пропаганда, показывающая нужду в ГМ-культурах». В 2016 году более сотни лауреатов Нобелевской премии подписались под открытым письмом, призывающим Greenpeace прекратить кампанию против генетически модифицированных организмов вообще и золотого риса в частности; представительница организации отвергла обвинение в препятствовании золотому рису и назвала его «провальным решением» и «чем-то вообще не существующим», в свою очередь обвинив корпорации в стремлении проложить путь для более прибыльных ГМ-культур.
В 2018 году регуляторные органы Австралии, Новой Зеландии, Канады и США признали «золотой рис» GR2E безопасным для потребления; отмечено, что его пищевая ценность, за исключением повышенного уровня каротиноидов, не отличается от обычных сортов. В 2019 году последовало аналогичное решение правительства Филиппин.
В 2021 году Министерство сельского хозяйства Филиппин первым в мире допустило «золотой рис» (под новым названием Malusog 1 — таг. «здоровый, благополучный») к коммерческой культивации, и осенью следующего года в провинции Антике был собран пробный урожай в 67 тонн. Однако в апреле 2023 года Верховный суд Филиппин удовлетворил протест местной антиГМО-организации MASIPAG и филиппинского отделения Greenpeace, обязав власти страны отозвать разрешение. Таким образом, там снова оказалась запрещена культивация и продажа «золотого риса», хотя, например, управление питания города Вирак всё равно включило его в муниципальную программу улучшения детского питания, имея в виду уже собранные запасы.
Заявка Бангладешского института изучения риса (BRRI) на допуск «золотого риса» к выращиванию находится на рассмотрении местного комитета по биобезопасности с 2017 года. По крайней мере две неправительственные организации (Федерация сельскохозяйственного труда и Национальная ассоциация женщин-фермеров и сельхозработниц) призывали к полному его запрету.